# Nueva Gerona
Nueva Gerona è una città cubana, capitale del comune speciale dell'Isola della Gioventù. La città si trova tra la Sierras de Caballos e la Sierra de Casas, a circa 3 km dalla foce del fiume Las Casas, navigabile fino al Mar dei Caraibi. Nel 2012 aveva una popolazione di 59.049 abitanti.
La città fu fondata nel 1830 come colonia Reina Amalia per ordine del governatore spagnolo di Cuba Francisco Dionisio Vives. C'è un cimitero americano in città.
Nell'ambito del Sistema Sanitario Nazionale vi è l'Ospedale Municipale Héroes del Baire e anche due policlinici. Ospita il principale porto peschereccio del comune nonché i principali pilastri economici e amministrativi del territorio di pino.
Il nome attuale di Nueva Gerona fu chiamato in onore del Capitano Generale di Cuba Francisco Dionisio Vives, che guidò la resistenza della città di Girona nella Guerra d'indipendenza spagnola contro l'esercito francese, e che realizzò il ripopolamento ordinato dell'isola. con Regio Decreto della Corona di Spagna.

## Trasporti
In città è presente l'aeroporto Rafael Cabrera Mustelier.